# Акесби, Хассан
Хассан Акесби (араб. حسن أقصبي‎; 5 декабря 1934, Танжер — 9 ноября 2024) — марокканский футболист, нападающий, долгое время выступавший за клуб «Ним».

## Карьера
Акесби начал карьеру в клубе ФЮС, в котором провёл три сезона. В 1955 году нападающий перешёл в «Ним», где быстро стал игроком основы. В ту пору «Ним» боролся за чемпионство, три раза подряд став вторым (1958, 1959, 1960). После нескольких лет в «Ниме» Акесби перешёл в «Реймс», в составе которого стал чемпионом Франции.

### Смерть
Умер 9 ноября 2024 года в возрасте 89 лет после продолжительной борьбы с болезнью.

## Достижения
- Чемпион Франции: 1961/62